# László Baky
László Baky, född den 13 september 1898 i Budapest, Österrike-Ungern, död den 29 mars 1946 i Budapest, var en ungersk politiker och ämbetsman. Baky, som tillhörde den nazistiska Pilkorsrörelsen, var 1944 statssekreterare i det ungerska inrikesministeriet. 

## Biografi
Baky var officer och medlem av det ungerska gendarmeriet, innan han 1938 anslöt sig till Ungerns nationalsocialistiska parti. 
Efter Tysklands invasion av Ungern den 19 mars 1944 blev Andor Jaross inrikesminister och denne utnämnde Baky och László Endre till statssekreterare i inrikesministeriet. Den 4 april ledde Baky en konferens för att planera deportationerna av de ungerska judarna. Närvarande vid konferensen var, förutom Baky, bland andra Endre, Adolf Eichmann och László Ferenczy, chef för gendarmeriet. Baky sammanställde förteckningar över de ungrare, främst judar, som skulle deporteras till Auschwitz. Efter andra världskriget ställdes Baky inför en folkdomstol och dömdes till döden för krigsförbrytelser och brott mot mänskligheten. Han avrättades genom hängning tillsammans med László Endre i mars 1946.